# Le Journal d'Anne Frank (film, 1995)
Pour les articles homonymes, voir Le Journal d'Anne Frank (homonymie).
Pour plus de détails, voir Fiche technique et Distribution.
Le Journal d'Anne Frank (アンネの日記, Anne no nikki) est un film japonais d'animation réalisé par Akinori Nagaoka, sorti en 1995.

## Synopsis
L'histoire d'Anne Frank pendant la Seconde Guerre mondiale.

## Fiche technique
- Titre : Le Journal d'Anne Frank
- Titre original : アンネの日記 (Anne no nikki)
- Réalisation : Akinori Nagaoka
- Scénario : Hachirō Konno et Roger Pulvers d'après Le Journal d'Anne Frank
- Musique : Michael Nyman
- Photographie : Hitoshi Yamaguchi
- Montage : Harutoshi Ogata
- Production : Yasuteru Iwase et Masao Maruyama
- Société de production : TBS, Bungeishunju, Tokyo FM Broadcasting Co., Imagica, Hakuhodo et Madhouse
- Pays :  Japon
- Genre : Animation, biopic et drame
- Durée : 102 minutes
- Dates de sortie : 
  -  Japon : 19 août 1995
  -  France : 23 février 2000 (version occidentale)

## Doublage
- Rena Takahashi (VF : Noémie Orphelin) : Anne Frank
- Gō Katō (VF : Jean-Pol Brissart) : Otto Frank
- Fumie Kashiyama (VF : Christine Paris) : Edith Frank
- Seiko Nakano (VF : Vanessa Ackerman) : Margot Frank
- Jirō Sakagami (VF : Olivier Proust) : M. Hans van Dann
- Tsuyoshi Kusanagi (VF : Maël Davan-Soulas) : Peter van Daan
- Yûsuke Takita (VF : Paul Borne) : Dr Albert Dussell
- Yoshie Taira (VF : Laurence Dourlens) : Miep Gies
- Tetsuko Kuroyanagi (VF : Françoise Rigal) : Mme Petronella van Daan
- Takurō Nakayoshi : Koophuis
- Naomi Sekita : Jopie
- Gō Endō : M. Keesing, le professeur de mathématiques

## Version occidentale
Une version raccourcie de 13 minutes a été distribuée en France en 2000. Elle a été réalisée par Julian Y. Wolff, intégrant une nouvelle bande-son de Carine Gutlerner.
Un doublage anglais a également été produit pour cette version, mais n'a jamais diffusé en salle. Elle est sortie gratuitement sur YouTube en mai 2020.